# The Letter (Wayne Carson Thompson)
The letter is een lied geschreven door Wayne Carson Thompson (WCT), maar werd later door tal van andere artiesten opgenomen. In 1979 stond de teller op meer dan 200 versies.

## The Box Tops
De eerste die er succes mee hadden, waren The Box Tops. Zij namen het op in de American Sound Studio in Memphis onder leiding van muziekproducent Dan Penn, die net voor zichzelf was begonnen. Hij kreeg het lied mee van befaamd muziekproducent Chips Moman, die het niet zo zag zitten. WCT had het zelf als demo opgenomen, nadat hij de openingszin Give me a ticket for an aeroplane als hint van zijn vader had gekregen. De demo werd omgezet in een echte single door The Box Tops en zij haalden er een nummer 1-positie mee in de Billboard Hot 100. Het kostte nog moeite om het nummer op te nemen, het moest een behoorlijk aantal keren ingezongen worden door Alex Chilton, terwijl Penn de demo van WCT als achtergrond gebruikte. Toen Penn het alsnog aan Moman liet horen wilde die de ingemixte vliegtuiggeluiden eruit hebben, maar Penn hield voet bij stuk.
Mike Leach verzorgde arrangementen voor strijk- en blaasinstrumenten en Larry Uttal van Bell Records wilde het wel uitgeven. Release kwam in juli 1967 door sublabel Mala en de single klom naar de nummer 1-positie. Niet alleen in de VS kwam een hitnotering, ook Australië (nr. 4 met zes weken notering), Oostenrijk (nr. 9), Vlaanderen (nr. 2), Chili (nr. 1), Denemarken (nr. 7), Frankrijk (nr. 2), Duitsland (nr. 5), Engeland (nr. 5), Griekenland (nr. 2), Ierland (nr. 11), Israel (nr. 1), Maleisië (nr. 4), Nieuw-Zeeland (nr. 4), Nederland (nr. 3), Noorwegen (nr. 1), Polen (nr. 1), Zuid-Afrika (nr. 4), Spanje (nr. 9) en Zweden (nr. 2) haalden het plaatje binnen.
Het origineel kwam uit met B-kant Happy times, heruitgaven met Cry like a baby (1980) en Happy times, Cry like a baby en The door you closed to me (1989).

### Lijsten

#### Nederlandse Top 40
| Hitnotering: week 40/1967 t/m week 50/1967 | Hitnotering: week 40/1967 t/m week 50/1967 | Hitnotering: week 40/1967 t/m week 50/1967 | Hitnotering: week 40/1967 t/m week 50/1967 | Hitnotering: week 40/1967 t/m week 50/1967 | Hitnotering: week 40/1967 t/m week 50/1967 | Hitnotering: week 40/1967 t/m week 50/1967 | Hitnotering: week 40/1967 t/m week 50/1967 | Hitnotering: week 40/1967 t/m week 50/1967 | Hitnotering: week 40/1967 t/m week 50/1967 | Hitnotering: week 40/1967 t/m week 50/1967 | Hitnotering: week 40/1967 t/m week 50/1967 | Hitnotering: week 40/1967 t/m week 50/1967 |
| Week:                                      | 1                                          | 2                                          | 3                                          | 4                                          | 5                                          | 6                                          | 7                                          | 8                                          | 9                                          | 10                                         | 11                                         |                                            |
| ------------------------------------------ | ------------------------------------------ | ------------------------------------------ | ------------------------------------------ | ------------------------------------------ | ------------------------------------------ | ------------------------------------------ | ------------------------------------------ | ------------------------------------------ | ------------------------------------------ | ------------------------------------------ | ------------------------------------------ | ------------------------------------------ |
| Positie:                                   | 39                                         | 10                                         | 8                                          | 4                                          | 3                                          | 4                                          | 6                                          | 7                                          | 16                                         | 23                                         | 36                                         | uit                                        |

#### NederlandseSingle Top 100
| Hitnotering: 14-10-1967 t/m 08-12-1967 | Hitnotering: 14-10-1967 t/m 08-12-1967 | Hitnotering: 14-10-1967 t/m 08-12-1967 | Hitnotering: 14-10-1967 t/m 08-12-1967 | Hitnotering: 14-10-1967 t/m 08-12-1967 | Hitnotering: 14-10-1967 t/m 08-12-1967 | Hitnotering: 14-10-1967 t/m 08-12-1967 | Hitnotering: 14-10-1967 t/m 08-12-1967 | Hitnotering: 14-10-1967 t/m 08-12-1967 | Hitnotering: 14-10-1967 t/m 08-12-1967 |
| Week:                                  | 1                                      | 2                                      | 3                                      | 4                                      | 5                                      | 6                                      | 7                                      | 8                                      |                                        |
| -------------------------------------- | -------------------------------------- | -------------------------------------- | -------------------------------------- | -------------------------------------- | -------------------------------------- | -------------------------------------- | -------------------------------------- | -------------------------------------- | -------------------------------------- |
| Positie:                               | 11                                     | 5                                      | 3                                      | 3                                      | 4                                      | 6                                      | 7                                      | 11                                     | uit                                    |

#### NPO Radio 2 Top 2000
| Nummer met noteringen in de NPO Radio 2 Top 2000 | '99 | '00  | '01  | '02  | '03  | '04  | '05  | '06  | '07  | '08  |
| ------------------------------------------------ | --- | ---- | ---- | ---- | ---- | ---- | ---- | ---- | ---- | ---- |
| The Letter                                       | 938 | 1194 | 1382 | 1245 | 1570 | 1544 | 1737 | 1844 | 1750 | 1654 |

1. ↑  Een vetgedrukt getal geeft de hoogste notering aan.
2. ↑  Deze tabel is bijgewerkt tot en met de laatste editie (2024).

Bronnen:
- Dutchcharts, Top 40
- YouTube-filmpje 1967

## Tussenversie
The Arbors brachten hun uit november 1968 daterende opname uit. Die was opgenomen in de Record Plant Studio in New York. Het platenlabel CBS gaf het door Roy Cicala en Lori Burton geproduceerde plaatje in een arrangement van Joe Scott uit in de stijl van easy listening. Het haalde noteringen in de VS en Canada. Een Franse versie Une lettre van Herbert Léonard verkocht goed aldaar (plaats 82 in 1967/1968).

## Joe Cocker
De volgende versie die de Nederlandse hitparade haalde was een rauwe van Joe Cocker (1970). Het haalde opnieuw de top10 in de VS en ook had het noteringen in Australië (nr. 27), Canada (nr. 7), Frankrijk (nr. 48), Nederland (nr. 27) en Engeland (nr. 39). Het verscheen tevens op Cockers livealbum Mad dogs and Englishmen.B-kant was Space captain.

### Lijsten

#### Nederlandse Top 40
| Hitnotering: week 31/1970 t/m week 34/1970 | Hitnotering: week 31/1970 t/m week 34/1970 | Hitnotering: week 31/1970 t/m week 34/1970 | Hitnotering: week 31/1970 t/m week 34/1970 | Hitnotering: week 31/1970 t/m week 34/1970 | Hitnotering: week 31/1970 t/m week 34/1970 |
| Week:                                      | 1                                          | 2                                          | 3                                          | 4                                          |                                            |
| ------------------------------------------ | ------------------------------------------ | ------------------------------------------ | ------------------------------------------ | ------------------------------------------ | ------------------------------------------ |
| Positie:                                   | 35                                         | 30                                         | 39                                         | 40                                         | uit                                        |

#### NederlandseSingle Top 100
| Hitnotering: 01-08-1970 t/m 21-08-1970 | Hitnotering: 01-08-1970 t/m 21-08-1970 | Hitnotering: 01-08-1970 t/m 21-08-1970 | Hitnotering: 01-08-1970 t/m 21-08-1970 | Hitnotering: 01-08-1970 t/m 21-08-1970 |
| Week:                                  | 1                                      | 2                                      | 3                                      |                                        |
| -------------------------------------- | -------------------------------------- | -------------------------------------- | -------------------------------------- | -------------------------------------- |
| Positie:                               | 29                                     | 29                                     | 27                                     | uit                                    |

#### NPO Radio 2 Top 2000
The Letter stond alleen in 2003 in de NPO Radio 2 Top 2000, op plek 1787.
Bronnen:
- Dutchcharts, Top 40
- YouTube versie 1970

## Bojoura
Voor de Nederlandse markt bracht Bojoura het in 1974 uit in een zwoele versie. Het betekende een kleine en tijdelijke comeback voor de Nederlands/Bulgaarse zangeres. B-kant van de single was Joe. Bojoura bracht het niet uit op een langspeelplaat. Dick Bakker verzorgde het arrangement.

### Lijsten

#### Nederlandse Top 40
| Hitnotering: week 7/1974 t/m 11/1974 | Hitnotering: week 7/1974 t/m 11/1974 | Hitnotering: week 7/1974 t/m 11/1974 | Hitnotering: week 7/1974 t/m 11/1974 | Hitnotering: week 7/1974 t/m 11/1974 | Hitnotering: week 7/1974 t/m 11/1974 | Hitnotering: week 7/1974 t/m 11/1974 |
| Week:                                | 1                                    | 2                                    | 3                                    | 4                                    | 5                                    |                                      |
| ------------------------------------ | ------------------------------------ | ------------------------------------ | ------------------------------------ | ------------------------------------ | ------------------------------------ | ------------------------------------ |
| Positie:                             | 30                                   | 16                                   | 17                                   | 23                                   | 35                                   | uit                                  |

#### NederlandseSingle Top 100
| Hitnotering: 16-02-1974 t/m 15-03-1974 | Hitnotering: 16-02-1974 t/m 15-03-1974 | Hitnotering: 16-02-1974 t/m 15-03-1974 | Hitnotering: 16-02-1974 t/m 15-03-1974 | Hitnotering: 16-02-1974 t/m 15-03-1974 | Hitnotering: 16-02-1974 t/m 15-03-1974 |
| Week:                                  | 1                                      | 2                                      | 3                                      | 4                                      |                                        |
| -------------------------------------- | -------------------------------------- | -------------------------------------- | -------------------------------------- | -------------------------------------- | -------------------------------------- |
| Positie:                               | 30                                     | 14                                     | 14                                     | 28                                     | uit                                    |

Bronnen:
- Dutchcharts, Top 40
- YouTube
- Bojoura.nl
- Musicstack

## Latere versies
Deborah Washington zong The letter de hitlijsten weer in in 1978. Toen was het een discoversie. Het kwam in de Hot Dance Club Songs-lijst (plaats 13) en verscheen op haar album Any way you want it. Amii Stewart haalde ook met een discoversie de Engelse hitlijsten in 1980 (plaats 39) en de Franse (plaats 31) . Discoproducer Bobby Orlando maakte een 'High Energy'-versie in zijn karakteristieke O-sound (stevige beat en rollende sequencers) die onder de naam van Gomez Presley uitkwam in 1981. Deze versie scoorde vooral als clubtrack.

## Algemeen
Een hele ris artiesten nam het op en wel in allerlei stijlen: Bachman Turner Overdrive, The Beach Boys, Eva Cassidy, Shaun Cassidy, Classics IV, Bobby Darin, John Davidson, Don Fardon, Al Green, Ellie Greenwich, Sonny James, Robert Knight, Brenda Lee, Trini Lopez, Barbara Mandrell, Peter Tosh (met titel "Give me a ticket"), Melanie, The Mindbenders, the Moments, Lou Rawls, Johnny Rivers en Dionne Warwick. In 1987 voorzag David Kolin als "Dr. Dave" het nummer van een andere tekst, met de titel "Pick me a letter", en liet het door Vanna White zingen. In 2003 volgde A-Teens en in 2008 Neal Morse voor zijn album Lifeline.